# Gran Palau d'Estudis del Poble
El Gran Palau d'Estudis del Poble és la biblioteca central de Pyongyang, la capital de Corea del Nord. La biblioteca es va construir l'any 1982 en honor al 70è aniversari del líder suprem Kim Il-sung. Es troba al centre de la capital, a la plaça Kim Il-sung, a la vora del riu Taedong, a prop de la Torre del Juche, establint simbòlicament una connexió entre el poble nord-coreà i la ideologia Juche.
Si bé la biblioteca és el centre dels estudis Juche, també s'hi poden trobar conferències i recursos sobre altres temes. Tots els materials són accessibles per al personal bibliotecari, i la gent pot buscar a la base de dades el que vol agafar en préstec. S'emet una comunicació formal de la biblioteca a l'ocupador de l'usuari si un document prestat no es retorna a temps i, aleshores, aquest ha de recordar a l'usuari que el retorni immediatament. Així mateix, les publicacions estrangeres només estan disponibles amb un permís especial.

## Característiques
Servint com a manifestació de «l'esperit i la saviesa» del líder Kim Il-sung, el Gran Palau d'Estudis del Poble va ser dissenyat en un estil coreà neotradicional per voluntat de Kim Jong-il. La construcció va començar l'abril de 1982 i va durar 21 mesos per a celebrar el 70è aniversari del líder Kim Il-sung. Inaugurada com «un santuari de l'aprenentatge», la biblioteca està situada al centre de la capital, el districte central de Pyongyang, a prop de l'Assemblea Suprema del Poble.

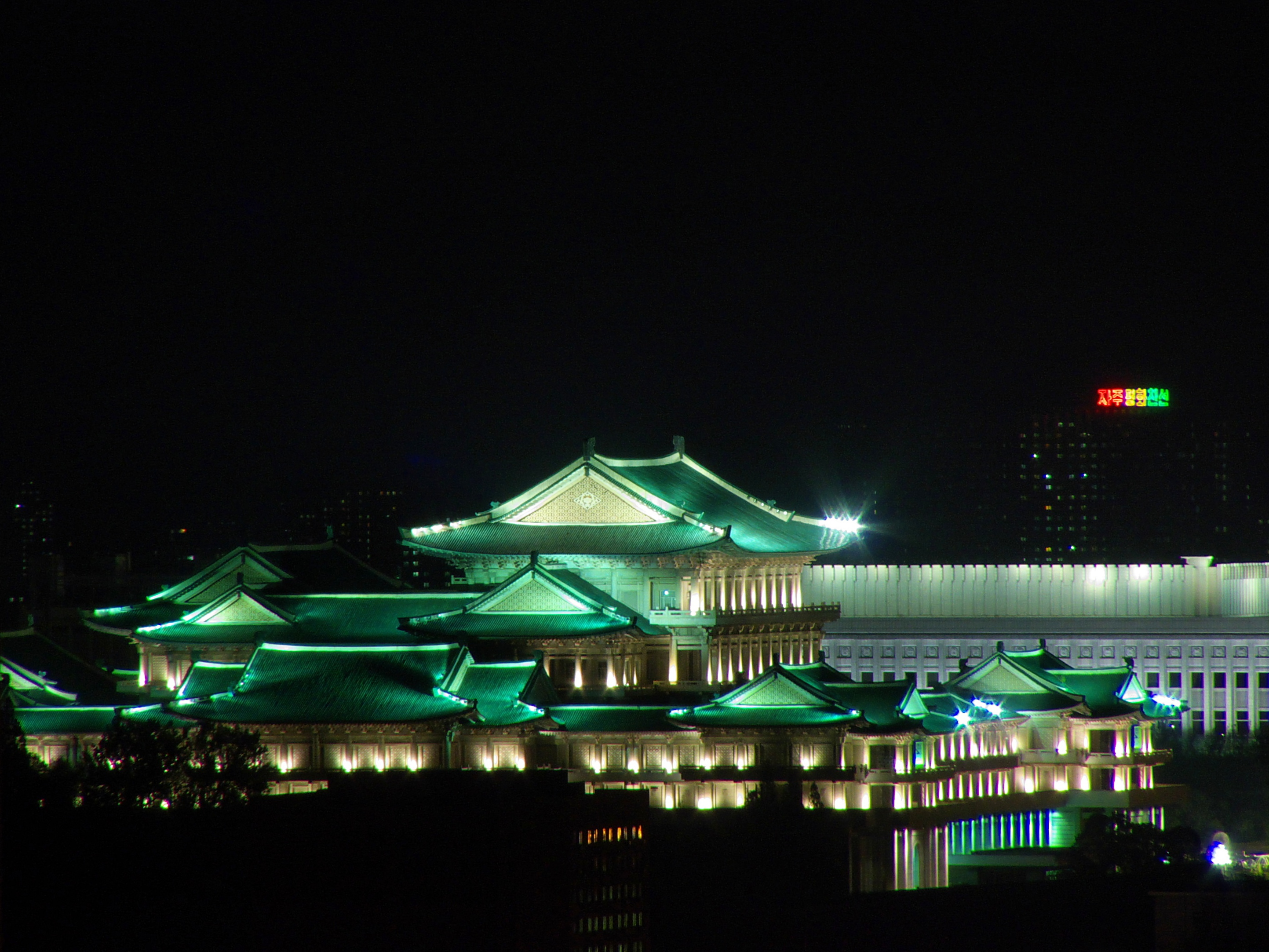
L'edifici de la biblioteca de nit

La biblioteca té una superfície total de 100,000 metres quadrats (1,100,000 sq ft) i 600 sales diferents, i pot atresorar fins a 30 milions de llibres. També hi tenen lloc conferències sobre una àmplia varietat de temes com, per exemple, l'evangelista estatunidenc Billy Graham hi va fer una xerrada el 1994. La Torre del Juche, la manifestació física de la perseverança comunista de Corea del Nord, es troba directament davant de la biblioteca a l'altra banda del riu Taedong. La biblioteca es basa en la mentalitat d'«estudiar mentre es treballa» de Kim Il-sung per ajudar el poble nord-coreà a avançar en la seva educació socialista i autosuficient.
La biblioteca té nombroses sales d'informàtica espaioses amb ordinadors moderns que donen accés a la intranet de Corea del Nord. Al costat de Juche, l'educació informàtica és obligatòria a Corea del Nord, cosa que les converteix en les dues assignatures més populars per a estudiar entre els oficials militars i els estudiants universitaris. Les persones amb feines d'oficina relacionades amb la informàtica, com ara els bibliotecaris, tenen una gran consideració.